# Mikrotermní organismy
Mikrotermní organismy mají teplotní optimum mezi 5–10 °C. Snášejí nižší teploty a nevyhovují jim teploty vyšší. Jsou to druhy žijící ve studeném pásu, nebo na vrcholcích hor.